# Blue Estate
Blue Estate — серия комиксов, которую в 2011—2012 годах издавала компания Image Comics.

## Синопсис
Главным героем является Рой Девайн-младший — сын детектива.

### Выпуски
| №  | Дата выхода     | Оценка на Comic Book Roundup   | Предполагаемый объём продаж (первый месяц) |
| -- | --------------- | ------------------------------ | ------------------------------------------ |
| 1  | 30 марта 2011   | 7,7 из 10 на основе 5 рецензий | н/д                                        |
| 2  | 4 мая 2011      | 7,8 из 10 на основе 2 рецензий | 5 694, позиция в Северной Америке — 224    |
| 3  | 8 июня 2011     | 9 из 10 на основе 2 рецензий   | 5 323, позиция в Северной Америке — 284    |
| 4  | 13 июля 2011    | 9 из 10 на основе 2 рецензий   | 4 950, позиция в Северной Америке — 260    |
| 5  | 10 августа 2011 | 9 из 10 на основе 2 рецензий   | 4 514, позиция в Северной Америке — 300    |
| 6  | 12 октября 2011 | 9 из 10 на основе 3 рецензий   | н/д                                        |
| 7  | 16 ноября 2011  | 10 из 10 на основе 1 рецензии  | н/д                                        |
| 8  | 14 декабря 2011 | 9,5 из 10 на основе 2 рецензий | 3 538, позиция в Северной Америке — 288    |
| 9  | 29 февраля 2012 | 10 из 10 на основе 1 рецензии  | н/д                                        |
| 10 | 21 марта 2012   | 9,3 из 10 на основе 3 рецензий | н/д                                        |
| 11 | 27 июня 2012    | 9,5 из 10 на основе 2 рецензий | н/д                                        |
| 12 | 15 августа 2012 | 8 из 10 на основе 2 рецензий   | н/д                                        |

### Сборники
| Название           | Тип              | Дата выхода      | Собранный материал | Кол-во страниц | ISBN                       | Предполагаемый объём продаж (первый месяц) |
| ------------------ | ---------------- | ---------------- | ------------------ | -------------- | -------------------------- | ------------------------------------------ |
| Blue Estate Vol. 1 | Мягкая обложка   | 27 сентября 2011 | Blue Estate #1-4   | 120            | 978-1607064299, 1607064294 | 1 440, позиция в Северной Америке — 64     |
| Blue Estate Vol. 2 | Мягкая обложка   | 24 января 2012   | Blue Estate #5-8   | 120            | 978-1607064947, 1607064944 | 1 131, позиция в Северной Америке — 76     |
| Blue Estate Vol. 3 | Мягкая обложка   | 23 октября 2012  | Blue Estate #9-12  | 120            | 978-1607065012, 1607065010 | 1 004, позиция в Северной Америке — 128    |
| Blue Estate        | Твёрдый переплёт | 30 сентября 2014 | Blue Estate #1-12  | 288            | 978-1632151384, 1632151383 | 494, позиция в Северной Америке — 220      |

## Отзывы
На сайте Comic Book Roundup серия имеет оценку 9 из 10 на основе 27 рецензий. Многие журналисты сравнивали дебютный выпуск с фильмом «Поцелуй навылет». Майкл Д. Стюарт из PopMatters дал 11 выпуску 9 баллов из 10 и написал, что это «настоящая голливудская история, вдохновлённая нуаром».